# Desaparición de Gloria Martínez
Gloria Martínez Ruiz (29 de enero de 1975 - vista por última vez el 30 de octubre de 1992) era una estudiante de Alicante de diecisiete años que desapareció en la madrugada del 30 de octubre de 1992 en la clínica psiquiátrica Torres de San Luis de Alfaz del Pi (Alicante).
Desde los 14 años, Gloria tenía insomnio, lo que le hacía estar muy nerviosa, y problemas de anorexia. Además, había tenido algunos brotes psicóticos aislados que no le impedían hacer una vida normal. Cursaba COU, tenía buenas notas y estaba en séptimo de piano en el Conservatorio de Alicante. La doctora María Victoria Soler, psiquiatra que trataba a la menor, fue la que ordenó a sus padres el internamiento de Gloria en la clínica Torres de San Luis.

## Trasfondo
El complejo, del que la doctora Soler era accionista, estaba destinado a pacientes estresados, curas de reposo y demás patologías no severas, y su estancia ascendía a un millón de pesetas (6.000 euros) al mes, siendo un desembolso significativo para sus progenitores.Se encontraba en pleno campo, con amplias instalaciones en forma de bungalows, piscina, zonas deportivas o jardines. Originalmente pensado para clientes de alto nivel adquisitivo, la clínica se encontraba sin embargo en números rojos y Gloria era la única paciente cuando ingresó.

## Desaparición
A pesar de las dudas de los padres, Gloria ingresó en la mañana del 29 de octubre de 1992. A las pocas horas de su ingreso sufrió una fuerte crisis nerviosa que obligó a mantenerla sedada. La joven estuvo atada a la cama de pies y manos durante las primeras horas de internamiento. Cuando a media tarde fue llevada a la cafetería por las enfermeras, Gloria dejó escrita una nota con letra irregular y temblorosa según los peritos: “Me da miedo pensar que estoy muriendo y la única luz está cerca de mí, Dios Mío”. Por la noche, para verificar que Gloria se tranquilizaba le inyectaron cuatro dosis de 75 miligramos de potentes sedantes (haloperidol, largactil y sinogan).
Gloria se calmó hasta que tuvo un nuevo brote sobre la 1:30 de la madrugada, momento en el que fue atendida por la ATS Cristina Arguiano y la auxiliar de enfermería Amparo Císcar, que accedieron a desatarla para que fuera al aseo. Al parecer, su estado de nerviosismo era tal que una de las enfermeras tuvo que ir en busca de ayuda para contenerla. Sin embargo y según indicaron los responsables de la clínica, la joven consiguió zafarse de sus cuidadoras y se escapó saltando por la ventana de su habitación y después por el muro de la clínica (descrito como de 2 metros de altura en su parte más baja). Desde entonces el rastro de la joven se esfumó y no se ha vuelto a saber de Gloria.

## Investigación inicial
Pese a que el suceso tuvo lugar a la una y media de la madrugada no se avisó a la policía y a la familia hasta pasadas las ocho de la mañana. Los padres rechazaron de plano la versión de la clínica, afirmando que era imposible que su hija, fuertemente sedada, hubiera podido zafarse de las enfermeras, saltar el alto muro de la clínica y haber escapado en la noche estando descalza y sin sus gafas (era miope y tenía más de 8 dioptrías por ojo). La amparaba, además, una noche de luna nueva, es decir, sin luz. Vecinos de la zona aseguran haber escuchado pasos aquella madrugada y un trabajador de una gasolinera dijo haber visto a una joven muy parecida a Gloria también aquella madrugada.En los días siguientes, la Guardia Civil llevó a cabo un amplio dispositivo en los bosques de los alrededores, drenando acequias y pozos y vaciando fosas sépticas. A pesar de los esfuerzos de los padres para que no cayera en el olvido, la desaparición dos semanas después de las niñas de Alcácer desvió toda la atención mediática.

## Investigaciones posteriores
En marzo de 1993 se llevó a cabo una reconstrucción de los hechos en la que participó la prima de Gloria.
En 1994, con la clínica ya cerrada por sus problemas económicos, se impulsó de nuevo la investigación y se ordenó un registro exhaustivo del complejo, incluyendo el vaciado de la fosa séptica. Allí encontraron una bolsa con pertenencias de la chica; ropa interior y un cinturón. La enfermera entonces indicó que la menor se había orinado encima y tuvo que cambiarle la ropa.
En 1999 fuentes del ministerio del interior confirmaron que un testigo sorpresa, del que no ha trascendido la identidad, aseguraba en una misiva haber visto cómo sacaban a la joven de la casa de una de las enfermeras de la clínica, en la calle de La Cruz de la localidad de Tibi. Sin embargo, la Guardia Civil no dio crédito a la pista. 
El caso se cerró judicialmente en el año 2000. Ante la extinción de la vía penal, la familia recurrió a la vía civil para solicitar daños y perjuicios.
La Audiencia Provincial de Alicante condenó en 2008 a la psiquiatra María Victoria Soler Lapuente y a la mercantil Zopito S.A.L., propietaria de la clínica Torres de San Luis, a indemnizar con 60 000 euros a la familia de Gloria Martínez Ruiz en concepto de daños morales. Posteriormente se elevó a 104 000 euros la indemnización al considerar que el sufrimiento causado a la familia por la desaparición fue incluso mayor al que hubiera supuesto su muerte.
Actualmente, la Guardia Civil considera el caso como abierto.

## Caso previo
Se sucedió el siguiente caso aislado algunos días antes de que ingresara en Torres de San Luis. Gloria llevaba cuatro días sin dormir y sus padres le dieron un calmante. Por la noche la acercaron a una discoteca de Alicante con la advertencia de que no bebiera alcohol por miedo a sufrir una mala reacción. Bebió y sucedió. Tras el mareo Gloria apareció en la playa del Postiguet, siendo una patrulla del 091 quien la recogiera.

## Casos relacionados
- Desaparición de Lars Mittank